# لونگویل-له-سن-آول
لونگویل-له-سن-آول (به فرانسوی: Longeville-lès-Saint-Avold) یک کمون در فرانسه است که در Canton of Faulquemont واقع شده‌است.

## خصوصیات
لونگویل-له-سن-آول ۲۴٫۵۴ کیلومترمربع مساحت و ۳٬۷۵۰ نفر جمعیت دارد و ۴۱۰ متر بالاتر از سطح دریا واقع شده‌است.